# Copa de Escocia 1874-75
La Copa de Escocia de 1874-75 fue la segunda temporada de la competición de fútbol por eliminatorias más prestigiosa de Escocia. Equipos de Edimburgo, Renfrewshire y Lanarkshire participaron en la competición por primera vez, y con 12 nuevos equipos que entraron en el torneo, un total de 25 clubes fueron incluidos en el sorteo de la primera ronda.
La competición comenzó con el partido de primera ronda entre Rangers y Oxford el 10 de octubre de 1874 y concluyó con la final el 10 de abril de 1875. Después de 27 partidos y 56 goles marcados, el campeón defensor Queen's Park mantuvo el trofeo al derrotar al club de Dunbartonshire Renton por 3-0 en el Hampden Park original en la final.

## Primera ronda
El equipo de Glasgow, el Standard, fue el primer equipo en la historia de la competición en recibir una exención y avanzó directamente a la segunda ronda. La primera ronda comenzó el 10 de octubre de 1874 cuando Rangers y Oxford hicieron su debut en la Copa de Escocia, donde los goles de McNeil y Gibb dieron al Rangers una victoria en casa por 2-0 en Flesher's Haugh para pasar. Dumbarton y Kilmarnock registraron sus primeras victorias en la competición una semana después, mientras que Helensburgh, que también hacía su debut en la competición, derrotó al 3rd Edinburgh RV en un partido jugado en un campo neutral en Glasgow. El mismo día, Eastern aseguró su pase a la segunda ronda con una victoria por 3-0 sobre el 23rd Renfrew RV y los empates entre el 3rd Lanark RV y el Barrhead, además del Rovers contra el Hamilton tuvieron que forzar a un partido de desempate.
Los partidos restantes se jugaron el 24 de octubre de 1874. El vigente campeón, Queen's Park, derrotó al Western, el Dumbreck ganó 5-1 al Alexandra Athletic, el West End venció al Star of Leven y el 3rd Lanark RV ganó su desempate contra el Barrhead. Antes de que comenzara su partido, Clydesdale protestó contra Ferguson, un corredor profesional, que jugaba para el Vale of Leven. El partido terminó 0-0, pero Vale of Leven fue descalificado antes del desempate. El desempate de Hamilton contra el Rovers terminó 0-0, lo que significó que se organizaría un segundo desempate, pero el Rovers avanzó a la segunda ronda después de que Hamilton se retirara. Blythswood también se retiró de su eliminatoria con el Renton.
| Local         | Resultado | Visitante            |
| ------------- | --------- | -------------------- |
| Rangers       | 2-0       | Oxford               |
| Dumbarton     | 3-0       | Arthurlie            |
| Eastern       | 3-0       | 23rd Renfrew RV      |
| Rovers        | 1-1       | Hamilton             |
| Helensburgh   | 3-0       | 3rd Edinburgh RV     |
| Kilmarnock    | 4-0       | Vale of Leven Rovers |
| 3rd Lanark RV | 0-0       | Barrhead             |
| Clydesdale    | 0-0       | Vale of Leven        |
| Dumbreck      | 5-1       | Alexandra Athletic   |
| West End      | 3-0       | Star of Leven        |
| Western       | 0-1       | Queen's Park         |
| Renton        | w/o       | Blythswood           |

| Local         | Resultado | Visitante     |
| ------------- | --------- | ------------- |
| 3rd Lanark RV | 1-0       | Barrhead      |
| Hamilton      | 0-0       | Rovers        |
| Clydesdale    | w/o       | Vale of Leven |

| Local  | Resultado | Visitante |
| ------ | --------- | --------- |
| Rovers | w/o       | Hamilton  |

## Segunda ronda
Con 13 equipos restantes en la competición, Rovers recibió un exención y pasó de forma directa a los cuartos de final. La victoria 7-0 de Queen's Park sobre West End fue el partido con la mayor goleada en el torneo 1874-75, e igualó el récord que los mismos equipos habían establecido en la temporada anterior. Renton superó a Helensburgh mientras que Kilmarnock perdió 3-0 en casa ante Eastern. Clydesdale derrotó a Dumbreck 1-0, pero una protesta exitosa de Drumbreck resultó en que la SFA ordenara que se repitiera el partido. Pasaron casi dos meses antes de que se llevara a cabo el desempate, y terminó con el mismo resultado, por lo que Clydesdale avanzó. Dumbarton avanzó a los cuartos de final después de un desempate, a pesar de una protesta de Rangers por el único gol del partido, en donde afirmaron que el balón había pasado «por encima de la cinta» en lugar de por debajo y que el gol no debería contar, sin embargo, el árbitro, que era miembro de Dumbarton, lo permitió. 3rd Lanark RV también avanzó a los cuartos de final después de vencer a Standard en un desempate luego de empates sin goles en los primeros partidos.
| Local         | Resultado        | Visitante   |
| ------------- | ---------------- | ----------- |
| 3rd Lanark RV | 0-0              | Standard    |
| Clydesdale    | 1-0 (protestado) | Dumbreck    |
| Kilmarnock    | 0-3              | Eastern     |
| Queen's Park  | 7-0              | West End    |
| Renton        | 2-0              | Helensburgh |
| Rangers       | 0-0              | Dumbarton   |

| Local      | Resultado | Visitante     |
| ---------- | --------- | ------------- |
| Standard   | 0-2       | 3rd Lanark RV |
| Dumbarton  | 1-0       | Rangers       |
| Clydesdale | 1-0       | Dumbreck      |

## Cuartos de final
Debido a que Queen's Park pasó por walkover y Clydesdale recibió una exención y avanzó directo a semifinales, solo dos partidos de cuartos de final se disputaron. Ambos encuentros terminaron 1-0 para los equipos locales: Renton derrotó a Eastern el día de Navidad de 1874 y Dumbarton derrotó a 3rd Lanark RV el 30 de enero de 1875.
| Local        | Resultado | Visitante     |
| ------------ | --------- | ------------- |
| Renton       | 1-0       | Eastern       |
| Dumbarton    | 1-0       | 3rd Lanark RV |
| Queen's Park | w/o       | Rovers        |

## Semifinales
Las dos semifinales dieron lugar a un total de cuatro desempates entre ellas. Renton había derrotado a Dumbarton por 1-0 en el primer encuentro el 6 de marzo de 1875, pero una protesta de Dumbarton por un gol en disputa provocó que se ordenara un desempate. Este encuentro, disputado tres semanas después, terminó 1-1 en un estadio neutral en Alexandria, lo que llevó a un segundo desempate el 3 de abril, en el que Renton ganó. La otra semifinal vio a los viejos rivales Queen's Park y Clydesdale enfrentarse en una repetición de la final de la temporada anterior. Un empate sin goles en Kinning Park, fue seguido por un empate 2-2 en Hampden Park, lo que forzó a un segundo desempate que Queen's ganó por 1-0.
| Local      | Resultado        | Visitante    |
| ---------- | ---------------- | ------------ |
| Dumbarton  | 1-0 (protestado) | Renton       |
| Clydesdale | 0-0              | Queen's Park |

| Local        | Resultado | Visitante  |
| ------------ | --------- | ---------- |
| Queen's Park | 2-2       | Clydesdale |
| Renton       | 1-1       | Dumbarton  |

| Local      | Resultado | Visitante    |
| ---------- | --------- | ------------ |
| Clydesdale | 0-1       | Queen's Park |
| Dumbarton  | 0-1       | Renton       |

## Final
Después de 26 partidos jugados y 53 goles anotados, el torneo culminó en la final disputada el 10 de abril de 1875. El partido, jugado en el Hampden Park original en Crosshill, fue visto por 7000 espectadores y fue arbitrado por A. Campbell de Clydesdale. Como Hampden Park era la casa del finalista Queen's Park, el partido fue una de las pocas finales de copa en Escocia que no se jugó en territorio neutral.
Los tres goles llegaron en los últimos 15 minutos del partido gracias a los internacionales escoceses Angus MacKinnon, Thomas Highet y Billy MacKinnon. Queen's Park ganó 3-0 y se llevó el trofeo por segunda temporada consecutiva.
| 10 de abril de 1875 | Queen's Park                                 | 3-0 | Renton | Hampden Park, Crosshill                                            |                                                                    |
| 15:00               | A. MacKinnon 75' · Highet 80' · B. MacKinnon |     |        | Asistencia: 7000 espectadores Árbitro(s): A. Campbell (Clydesdale) | Asistencia: 7000 espectadores Árbitro(s): A. Campbell (Clydesdale) |